# محمد موسوي
محمد موسوي (بالفرنسية: Mohammed Moussaoui)‏ هو محاضر ‏ فرنسي ومغربي، ولد في 1 أبريل 1964 في فكيك في المغرب. وقد أثار محمد موسوي جدلًا عقب تصريحه خلال أزمة الرسوم المسيئة للنبي محمد صلى الله عليه وآله وسلم عام 2020 أن «على المسلمين تجاهل الرسوم المسيئة بدل اللجوء إلى العنف» وقال أيضًا أن «واجب الأخوة يفرض على الجميع التخلي عن بعض الحقوق لكي يسود الإخاء في فرنسا»، وعبر عن رفضه أيضًا لنشر الرسوم المسيئة في المدارس قائلًا أن هناك وسائل أخرى لتعليم الأطفال حرية التعبير.